# Prowincja Boulkiemdé
Prowincja Boulkiemdé – jedna z 45 prowincji w Burkina Faso.
Prowincja ma powierzchnię ponad 4 tysięcy km². W 2006 roku w prowincji mieszkało ponad 498 tysięcy ludzi. W 1996 roku na jej terenach zamieszkiwało ponad 421 tysięcy osób.